# Charles Margue
Pour les articles homonymes, voir Margue.
Charles Margue, né le 4 avril 1956 à Luxembourg-Ville (Luxembourg), est un sociologue et homme politique luxembourgeois, membre du parti Les Verts (déi Gréng).

## Biographie

### Origines familiales
Charles Margue est issue d'une famille d'hommes politiques luxembourgeois. C'est le petit-fils de Nicolas Margue (lb), ministre, député et conseiller d'État. Son père, Georges Margue est également député au Parlement et à l'instar de son aïeul, il représente le Parti populaire chrétien-social (CSV). Il est également le neveu de Paul Margue, historien.

### Études et formations
Charles Margue commence ses études secondaires à l'Athénée de Luxembourg puis au Lycée Michel-Rodange.
De 1977 à 1984, il poursuit ses études à Paris aux universités Panthéon-Sorbonne et Paris-Descartes où il obtient une licence en sociologie, une maîtrise en sciences politiques et un diplôme d'études supérieures spécialisées en démographie ainsi qu’en économie de la santé.

### Carrière professionnelle
À partir d’octobre 1985, il est employé comme chercheur en études de marché et d’opinion auprès de l'Institut luxembourgeois de recherches sociales et d'études de marchés (abrégé en Ilres et devenu TNS Ilres en 2005). De 1999 à octobre 2018, il dirige l'entreprise de sondages avant de rejoindre la Chambre des députés.

### Carrière politique
À la suite des élections législatives du 14 octobre 2018, Charles Margue fait son entrée à la Chambre des députés en date du 30 octobre 2018 où il représente le parti Les Verts (déi Gréng) dans la circonscription Centre. Lors des élections législatives du 8 octobre 2023, il n'est pas réélu. Son parti subit une défaite mémorable, passant de 9 à 4 députés, même pas de quoi former un groupe parlementaire.

### Vie privée
Charles Margue est veuf depuis 2008. Il a trois enfants et réside à Lintgen.